# Phaeosphaeriopsis
Phaeosphaeriopsis is een geslacht van schimmels behorend tot de familie Phaeosphaeriaceae. De typesoort is Phaeosphaeriopsis glaucopunctata.

## Soorten
Volgens Index Fungorum telt het geslacht 17 soorten (peildatum april 2023):
| Soortnaam                           | Auteur(s)                                                                     | Publicatiejaar |
| ----------------------------------- | ----------------------------------------------------------------------------- | -------------- |
| Phaeosphaeriopsis agapanthi         | Crous & M.J. Wingf.                                                           | 2016           |
| Phaeosphaeriopsis agavacearum       | Crous & Thangavel                                                             | 2016           |
| Phaeosphaeriopsis agavensis         | (A.W. Ramaley, M.E. Palm & M.E. Barr) M.P.S. Câmara, M.E. Palm & A.W. Ramaley | 2003           |
| Phaeosphaeriopsis aloes             | Crous & Y. Marín                                                              | 2019           |
| Phaeosphaeriopsis aloicola          | Crous & Y. Marín                                                              | 2019           |
| Phaeosphaeriopsis amblyospora       | A.W. Ramaley                                                                  | 2003           |
| Phaeosphaeriopsis beaucarneae       | Tennakoon, C.H. Kuo & K.D. Hyde                                               | 2020           |
| Phaeosphaeriopsis dracaenicola      | Phook. & K.D. Hyde                                                            | 2014           |
| Phaeosphaeriopsis glaucopunctata    | (Grev.) M.P.S. Câmara, M.E. Palm & A.W. Ramaley                               | 2003           |
| Phaeosphaeriopsis grevilleae        | Crous & Y. Marín                                                              | 2019           |
| Phaeosphaeriopsis musae             | Arzanlou & Crous                                                              | 2006           |
| Phaeosphaeriopsis nolinae           | (A.W. Ramaley) M.P.S. Câmara, M.E. Palm & A.W. Ramaley                        | 2003           |
| Phaeosphaeriopsis obtusispora       | (Speg.) M.P.S. Câmara, M.E. Palm & A.W. Ramaley                               | 2003           |
| Phaeosphaeriopsis omaniana          | Al-Jaradi, Al-Sadi & Maharachch.                                              | 2020           |
| Phaeosphaeriopsis pseudoagavacearum | Crous & Y. Marín                                                              | 2019           |
| Phaeosphaeriopsis sansevieriae      | Crous                                                                         | 2021           |
| Phaeosphaeriopsis yuccae            | Dayar., Bulgakov, E.B.G. Jones & K.D. Hyde                                    | 2017           |